# Harmonie des sphères
Pour les articles homonymes, voir Harmonie (homonymie).

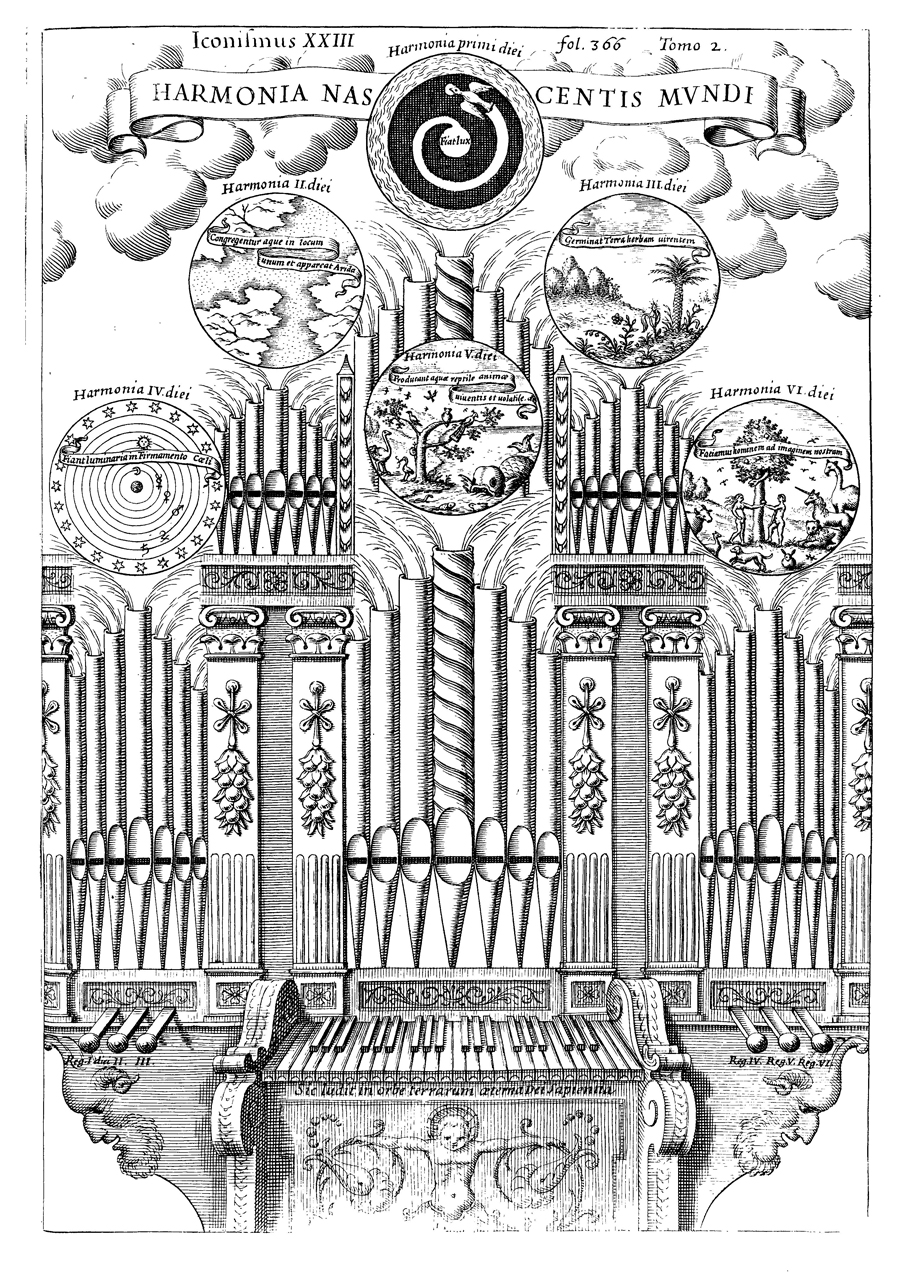
La naissance du monde, in Musurgia Universalis, Athanasius Kircher, 1650.

L’harmonie des sphères ou Musique des Sphères est une théorie d'origine pythagoricienne, fondée sur l'idée que l'univers est régi par des rapports numériques harmonieux, et que les distances entre les planètes dans la représentation géocentrique de l'univers — Lune, Mercure, Vénus, Soleil, Mars, Jupiter, Saturne, sphère des fixes — sont réparties selon des proportions musicales, les distances entre planètes correspondant à des intervalles musicaux. Les pythagoriciens se partageaient entre mathématiciens (de mathematikoi en grec, « ceux qui s’adonnent à l’étude ») et acousmaticiens (acousmatikoi, « ceux qui écoutent » les préceptes du maître Pythagore, et gardent le silence), mais les deux étaient intéressés par l’harmonie des sphères, notion à la fois scientifique étudiée à travers l’astronomie, les mathématiques, la musicologie, et métaphysique (notion de Tout, d'harmonie).
Il faut s'entendre sur les mots. En grec ancien, on dit harmonia tou kosmou, « harmonie du cosmos », « musique du monde ». Le mot « harmonie » a un sens très large, il désigne surtout les bonnes proportions, la convenance entre parties, d'une part, et entre parties et tout, d'autre part. Le mot « musique » (mousikê) renvoie à l'Art des Muses (suivantes d'Apollon), à toute culture de l'esprit, artistique ou scientifique, par opposition à la gymnastique, « culture du corps ». Le mot « sphère », chez Aristote, dans son traité Du ciel, désigne la zone d'influence d'une planète.
La théorie de l'harmonie des sphères chez les pythagoriciens est attestée dès Platon et surtout Aristote. Elle date sans doute d'une période postérieure à Pythagore (530 av. J.-C.) et même Philolaos (400 av. J.-C.)

## Variantes
Dans les textes anciens, cette théorie connaît beaucoup de variantes, et l'on peut distinguer trois formes d'harmonie des sphères — même si cette distinction n'est pas proposée par les textes anciens.
- Dans un premier type d'harmonie des sphères, la « musique céleste » se compose d'une échelle montante ou descendante qui procède par degrés conjoints, et dans laquelle les intervalles sont définis par les distances entre planètes. Ainsi, dans l’Histoire Naturelle de Pline l'Ancien, la distance Terre-Lune est évaluée à un ton, et les planètes sont ensuite étagées selon une gamme montante[5].
- Dans le deuxième type, il s'agit également d'une gamme procédant par intervalles conjoints — d'un demi-ton ou d'un ton, exceptionnellement d'un ton et demi — dans laquelle les intervalles entre planètes sont définis par la vitesse respective des planètes. C'est l'interprétation qui semble être celle de Cicéron, dans le fameux Songe de Scipion qui terminait sa République, VI,18. Le son émis par la Lune, qui est la planète qui tourne le moins vite, est ainsi présenté comme le plus grave, alors que la sphère des fixes émet le son le plus aigu.
- Enfin, le troisième type d'harmonie des sphères repose sur une interprétation du fameux passage du Timée (35-36), dans lequel Platon décrit la fabrication des proportions de l'Âme du Monde par le Démiurge. Ce passage est fondé sur la série numérique 1, 2, 3, 4, 9, 8, 27 — qui correspond à la fusion de la série des premières puissances de 2 (2, 4, 8) et de la série des premières puissances de 3 (3, 9, 27). Or, de cette série, on peut tirer les rapports numériques sur lesquels sont fondés les intervalles musicaux : le rapport de 1 à 2 (rapport double) correspond à l'octave, le rapport de 2 à 3 (rapport appelé hémiole - selon le grec - ou sesquialtère selon le terme latin) à la quinte, le rapport de 3 à 4 (épitrite ou sesquitierce) à la quarte, et le rapport de 9 à 8 (épogde ou sesquioctave) au ton. Ce passage difficile est interprété de manières différentes dans de nombreuses spéculations néoplatoniciennes, qui utilisent cette série pour décrire les rapports de distances entre les planètes — on peut évoquer notamment l'interprétation de Macrobe, dans le Commentaire au Songe de Scipion, II, 2-4. Selon Luc Brisson, « trois types d'intervalles correspondent à des rapports musicaux, déjà connus à l'époque de Platon : la quarte 4/3, la quinte 3/2 et le ton 9/8. (...) Considérée d'un point de vue strictement musical, la structure mathématique de l'Âme du monde comprendrait donc 4 octaves, une quinte et un ton : 2/1 x 2/1 x 2/1 x 2/1 x 3/2 x 9/8 = 27. Mais il faut bien remarquer que Platon n'a pas du tout l'intention de faire la théorie du type de musique que pourraient émettre les corps célestes[6]. »

## Histoire
La notion d'harmonie des sphères remonte indirectement, sans que ce soit historiquement attesté, au pythagoricien Philolaos, vers 400 av. J.-C. Philolaos était à la fois mathématicien et astronome. Pour lui, le monde était « harmonie et nombre », tout était arrangé selon des proportions qui correspondaient aux trois consonances de base de la musique : 2:1 (harmonie), 3:2 (quinte), 4:3 (quarte). Le pythagoricien Nicomaque de Gérase (vers 200) assigna les notes de l'octave aux corps célestes, de sorte qu'ils produisent une musique.
Platon présenta la notion dans La République. Il y décrit un ordre de huit cercles ou orbites : étoiles fixes, Saturne, Jupiter, Mars, Mercure, Vénus, Soleil, Lune, qui se distinguent par leur rang quant aux distances (de l'extérieur vers l'intérieur : étoiles, Vénus, Mars, Lune, Soleil, Mercure, Jupiter, Saturne), aux couleurs (du plus au moins clair : étoiles, Soleil, Lune, Saturne, Mercure, Jupiter, Mars, Vénus), aux vitesses de révolution (du plus au moins rapide : étoiles, Lune ; Mercure, Vénus, Soleil ex æquo ; Mars, Jupiter, Saturne).

« On comptait huit pesons... Le premier peson, celui qui était le plus à l'extérieur, avait le rebord circulaire le plus large ; le rebord du sixième était le deuxième en largeur ; celui du quatrième était le troisième ; celui du huitième était le quatrième ; celui du septième était le cinquième ; celui du cinquième était le sixième ; celui du troisième était le septième, et enfin celui du deuxième était le huitième. Et le rebord du plus grand était parsemé d'étoiles ; celui du septième était le plus brillant celui du huitième recevait sa couleur du septième qui l'illuminait ; celui du deuxième et celui du cinquième présentaient une apparence similaire, ils étaient plus pâles que les précédents ; le troisième avait l'éclat le plus blanc ; le quatrième était rougeoyant ; le deuxième arrivait en second pour la blancheur... Parmi les sept, le plus rapide était le huitième, puis venaient le sixième et le cinquième, dont la révolution était simultanée. Le quatrième, engagé dans cette rotation en sens inverse, leur semblait occuper le troisième rang, et le deuxième le cinquième rang. Le fuseau lui-même tournait sur les genoux de Nécessité. Sur la partie supérieure de chaque cercle se tenait une Sirène, qui était engagée dans le mouvement circulaire avec chacun et qui émettait une sonorité unique, une tonalité unique, et de l'ensemble de ces huit voix résonnait une harmonie unique. »

Platon prend pour unité de mesure l'intervalle Terre/Lune, et il admet la même série : Lune, Soleil, Vénus, Mercure, Mars, Jupiter, Saturne, étoiles fixes. Les termes de la série de l'Âme du monde (1, 2, 3, 4, 9, 8, 27) représentent les distances des planètes à la Terre, mesurées par rapport à la distance de la Lune à la Terre, prise comme unité : Lune 1, Soleil 2, Mercure 3, Vénus 4, Mars 8, Jupiter 9, Saturne 27 (Timée, 36 d).
Aristote fait, le premier, un exposé critique de la notion pythagoricienne d'harmonie des sphères :

« On doit voir évidemment, d'après tout ce qui précède, que, quand on nous parle d'une harmonie résultant du mouvement de ces corps pareille à l'harmonie de sons qui s'accorderaient entre eux, on fait une comparaison fort brillante, sans doute, mais très vaine ; ce n'est pas là du tout la vérité. Mais, en effet, il y a des gens [les pythagoriciens] qui se figurent que le mouvement de si grands corps [les planètes] doit produire nécessairement du bruit, puisque nous entendons autour de nous le bruit que font des corps qui n'ont ni une telle masse, ni une rapidité égale à celle du Soleil et de la Lune. Par là, on se croit autorisé à conclure que des astres aussi nombreux et aussi immenses que ceux qui ont ce prodigieux mouvement de translation, ne peuvent pas marcher sans faire un bruit d'une inexprimable intensité. En admettant d'abord cette hypothèse, et en supposant que ces corps, grâce à leurs distances respectives, sont pour leurs vitesses dans les rapports mêmes des harmonies, ces philosophes en arrivent à prétendre que la voix des astres, qui se meuvent en cercle, est harmonieuse. Mais comme il serait fort étonnant que nous n'entendissions pas cette prétendue voix, on nous en explique la cause, en disant que ce bruit date pour nos oreilles du moment même de notre naissance. Ce qui fait que nous ne distinguons pas le bruit, c'est que nous n'avons jamais eu le contraste du silence, qui y serait contraire ; car la voix et le silence, se font ainsi distinguer réciproquement l'un par l'autre. Or, de même que les forgerons, par l'habitude du bruit qu'ils font, n'en perçoivent plus la différence, de même aussi, dit-on, il en advient pour les hommes. Cette supposition, je le répète, est fort ingénieuse et fort poétique ; mais il est tout à fait impossible qu'il en soit ainsi. »

La représentation pythagoricienne de l'univers comme une harmonie a eu tellement de succès dans l'Antiquité que Boèce, au début de son Institution musicale (I,2), en fait l'une des trois parties de la musique — dans sa célèbre tripartition entre musica mundana (musique du monde, ou harmonie des sphères), musica humana (musique de l'homme, c'est-à-dire harmonie intérieure qui unit les parties de l'âme et les éléments du corps) et musica in instrumentis (musique instrumentale, au sens où nous l'entendons aujourd'hui). Le succès de cette représentation du monde, véhiculée par toute la tradition antique reprise par Boèce, ne faiblira pas pendant le Moyen Âge.
Kepler, dans son Mysterium cosmographicum (1596), met en relation les aspects (rapports angulaires des planètes) dont parlent les astrologues et les intervalles musicaux. L'opposition (planètes à 180°) : rapport du cercle entier à sa moitié : 2:1 : octave ; le trigone (planètes à 120°) : rapport de l'ensemble à la plus petite partie : 3:2 = quinte ; le carré (planètes à 90°) : rapport de l'ensemble à la plus grande partie : 4:3 = quarte. Surtout, dans ses Harmonices mundi (1619), Kepler fonde la musique céleste, non plus sur les distances entre planètes, mais sur la vitesse des planètes, en fonction de la deuxième loi de Kepler (loi des aires : la vitesse d'une planète devient donc plus grande lorsque la planète se rapproche du Soleil.). La planète la plus lointaine du Soleil, Saturne, à son aphélie, couvre chaque jour 106 secondes d'arc d'ellipse ; à son périhélie, 135 ; cela équivaut, à 2 secondes près, à un rapport de 4 à 5, qui est la tierce majeure. Jupiter donne la tierce mineure, Mars la quinte, la Terre le demi-ton, Vénus la dièse, Mercure l'octave augmentée de la tierce mineure. Kepler suppose que le ton de Saturne à son aphélie est le sol, en son périhélie le si. L'ensemble des planètes constitue un chœur où la basse est dévolue à Saturne et Jupiter, le ténor à Mars, l'alto à la Terre et à Vénus, le soprano à Mercure.
Michael Maier, médecin et alchimiste, en 1622 (Cantilenae intellectuales de phoenice redivivo. Chansons intellectuelles sur la résurrection du phénix) pense qu'il y a « une tierce » de la Terre à la Lune, « une quinte » de la Lune au Soleil, et une octave du Soleil jusqu'au ciel.
La loi de Titius-Bode (1772) est une nouvelle théorie de l'harmonie planétaire. En 1702, James Gregory avait noté la suite des nombres 4, 7, 10, 15, 52, 95, pour représenter les distances des planètes en 1/10 du rayon de l'orbite terrestre (soit 15 millions de kilomètres). En 1766, Titius énonce une relation empirique entre les rayons des orbites des planètes et planètes naines du système solaire, basée sur une progression géométrique de raison 2. En 1772, Bode reprend la théorie : si l'on considère 4 comme la distance moyenne entre Mercure et le Soleil, et si l'on ajoute la série 3 x 1, 3 x 2, 3 x 4, 3 x 8, etc. on obtient des chiffres qui se rapprochent de très près de la distance moyenne réelle des planètes par rapport au Soleil, calculée en unités astronomiques (distance moyenne entre la Terre et le Soleil).
[pas clair]Mercure : distance = 4 (0,387)  do 
Vénus                7 (0,723)  ré'
Terre               10 (1,000)  sol
Mars                16 (1,524)  do
Cérès               28 (2,77)   ré
Jupiter             52 (5,203)  mi bémol'
Saturne            100 (9,539)  mi 
Uranus             196 (19,182) MI+
Neptune            388 (30,055) LA'
Le cristallographe Victor Goldschmidt préféra utiliser comme unité astronomique, non la distance de la Terre au Soleil, mais la distance de Jupiter au Soleil (Über Harmonie im Weltraum, in Annalen der Naturphilosophie, t. IX, 1910, p. 51-110). Il obtint Soleil 0, Jupiter 1, Saturne 2, Uranus 4, Neptune 6, Pluton 8, et, pour les planètes intérieures petites et denses à rotation lente : Soleil 0, Mercure 1/13, Vénus 1/7, Terre 1/5, Mars 1/3, Jupiter 1. Finalement : Soleil 0, Jupiter 1/2 do, Saturne 1 do', Uranus 2 do, Neptune 3 sol, Pluton 4 do.
En 1781, la découverte d'Uranus, confirme la loi de Bode. Mais en 1846, la découverte de Neptune montre que la loi de Titius-Bode ne s'applique plus au-delà d'Uranus.
En 2023, des astronomes découvrent, à cent années-lumière de distance, un système solaire (HD 110067) comportant six planètes dont la durée de révolution va de 9 à 55 jours. Les quatre planètes les plus proches de leur soleil ont une résonance orbitale de 3/2 tandis que celle des planètes plus éloignées est de 4/3. De tels rapports en nombres entiers sont similaires à ceux qui définissent une harmonie musicale. Ce système de six planètes semble avoir existé depuis des milliards d'années, ce qui est extrêmement rare.

## «Harmonie des sphères» au sens large
Au sens large, l'expression « musique céleste » désigne la simultanéité et la concordance de sons venus du ciel. Un texte bouddhique soutient ceci : « Le moine, (...) avec cette claire, céleste oreille surpassant l'oreille des hommes, entend à la fois les sons humains et les sons célestes, fussent-ils loin ou près. »
De façon plus large encore certains auteurs pensent à l'harmonie cosmique. Dans le Gorgias (507 e), Platon parle des « sages » qui, voyant le lien qui unit la terre et le ciel, les dieux et les hommes, ont donné au Tout le nom de kosmos (ordre, arrangement).